# Haroldo Lima
Haroldo Borges Rodrigues Lima CBJM (Caetité, 7 de outubro de 1939 – Salvador, 24 de março de 2021) foi um político brasileiro filiado ao Partido Comunista do Brasil (PCdoB).

## Biografia
Filho de Benjamin Teixeira Rodrigues Lima e da professora Adelaide Borges Rodrigues Lima, Haroldo Lima, nasceu em Caetité, Bahia. Pertence a tradicional família caetiteense - descendente do Barão de Caetité e do primeiro governador eleito do Estado da Bahia, Joaquim Manoel Rodrigues Lima
Em 1958 ingressa no curso de Engenharia Elétrica da Universidade Federal da Bahia, onde milita nos movimentos estudantis como a Juventude Universitária Católica, União dos Estudantes da Bahia (UEB) e a UNE - nesta última ao lado do também caetiteense Oliveiros Guanais.
Entre 1961 e 1963, participa do grupo constituído por Herbert José de Souza, o Betinho, Aldo Arantes e outros, que fundou a Ação Popular (AP), movimento revolucionário armado que posteriormente fez oposição ao regime militar.
Trabalhou por algum tempo na Companhia de Eletricidade do Estado da Bahia - Coelba, da qual afastou-se  entre 1967 e 1968, para dedicar-se à militância política na clandestinidade, condição em que permaneceria por dez anos. Pouco depois, sua esposa Solange Silvany Rodrigues Lima seria presa e condenada, no primeiro caso de mulheres presas políticas da Bahia, durante o regime  militar.
À época da promulgação do AI-5, em novembro de 1968, trabalha como diarista na lavoura, na Região Cacaueira da Bahia, em Itabuna e Buerarema. Sua missão era organizar politicamente os trabalhadores rurais, para combate ao regime.
Em 1969, transfere-se  para São Paulo, de onde coordena a Comissão Nacional Camponesa de AP. Nessa condição percorre praticamente todo o Brasil, visando escolher as futuras áreas de guerrilha.
Em março de 1971, a AP adotou formalmente o leninismo e se proclamou partido com a denominação  de Ação Popular Marxista-Leninista (APML). Entre 1971 e 1972, participa do núcleo principal das discussões políticas e ideológicas que resultaram na incorporação da Ação Popular Marxista Leninista do Brasil ao Partido Comunista do Brasil.
Haroldo passa a compor a Comissão Executiva do Comitê Central do PCdoB, que tinha João Amazonas como dirigente principal, e passa a integrar a Comissão de Organização do Partido. Na época, todo esforço do partido destinava-se a apoiar guerrilha do Araguaia, iniciada em abril de 1972.
Em 15 de dezembro de 1976, o aparelho onde acontecia uma reunião do Comitê Central do PCdoB, no bairro da Lapa, na cidade de São Paulo, foi invadido pela repressão. No episódio, que ficou conhecido como "Chacina da Lapa", foram mortos Ângelo Arroyo, Pedro Pomar e João Batista Drumond, e presos Haroldo Lima, Aldo Arantes, Elza Monnerat, Vladimir Pomar e Joaquim Celso de Lima.
À prisão, seguiram-se torturas, denunciadas por Haroldo nos tribunais militares, após o que passou quase três anos entre o Presídio do Barro Branco, em São Paulo, e a Penitenciária Lemos Brito, em Salvador. Com o início do processo de abertura política, Haroldo foi solto em 1979, por força da anistia política.
Em 1981, é novamente preso, acusado de ter articulado um grande "quebra-quebra" de ônibus urbanos, em protesto contra aumento do preço das passagens de ônibus em Salvador.

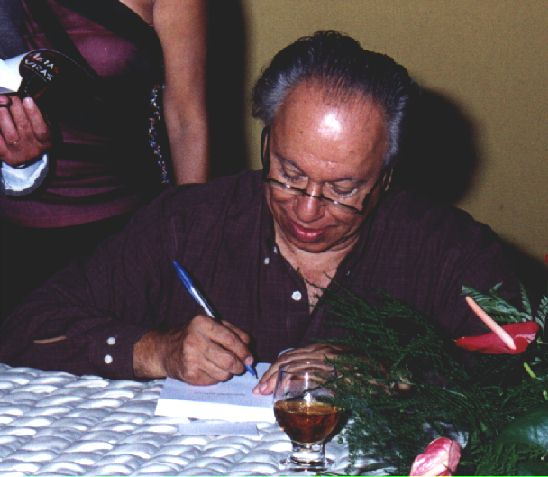
Autografando livro em sessão da Academia Caetiteense de Letras

Nessa época, junta-se a Rômulo Almeida, Waldir Pires, Francisco Pinto, Élquisson Soares e outros para fundar o PMDB na Bahia, em cujo interior, Haroldo, juntamente com Francisco Pinto e Elquisson, organiza a "Tendência Popular" do PMDB. O PCdoB passa a atuar politicamente sob essa forma, por força das leis discricionárias ainda em vigor. O Presidente do PMDB, Ulisses Guimarães, sabia e apoiava a atividade dos comunistas dentro do PMDB.
Por essa ampla frente política que era o PMDB, Haroldo Lima foi eleito deputado federal em 1982, sendo um dos mais votados de Salvador, com aproximadamente 30 mil votos naquela capital. Com a legalização dos partidos de esquerda, em 1985, Haroldo Lima pode filiar-se oficialmente ao PCdoB.
Foi deputado federal constituinte, em 1988, ganhando notoriedade por sua briga com o português naturalizado brasileiro José Lourenço, representante da direita e líder do PFL, que o acusava de ser o "Enver Hoxha brasileiro".
Haroldo denunciava, da tribuna, ser Gorbatchev um "traidor do socialismo", clamava por uma assembleia "democrática e progressista". Foi eleito, neste mandato, com uma expressiva votação de 40 mil eleitores - que nunca mais se repetiu - sob o slogan "Botando pra quebrar na Constituinte". Apresentou cerca de 1 200 emendas ao projeto de Constituição, conseguindo aprovar várias delas. Recebeu do DIAP nota 10 e o jornal Folha de S.Paulo o colocou entre os 40 mais destacados constituintes.
No Congresso Nacional foi crítico das políticas neoliberais, que incluíam o desmonte das estruturas do Estado e a minarquia, privatização de empresas estatais estratégicas, quebra dos monopólios constitucionais. Criticou também a abertura comercial sem critérios e alertou para os riscos da inserção do Brasil na economia globalizada em condições desfavoráveis para o país.
Foi derrotado na eleição para o Senado Federal em 2002, sendo nomeado diretor geral da ANP, no governo Lula. A Agência tem sido criticada, notadamente pelo movimento sindical, por continuar as licitações, iniciadas na era FHC, visando a exploração de blocos petrolíferos brasileiros por empresas privadas. Em 2011 foi condecorado com o  título de Cidadão Benemérito da Liberdade e da Justiça Social João Mangabeira, que é concedido a brasileiros reconhecidamente dedicados às causas nobres, humanas e sociais que tenham resultado no desenvolvimento político e socioeconômico do Brasil, melhorando significativamente a vida das pessoas.
Deixou o cargo em dezembro de 2011. O cargo foi ocupado interinamente pelo diretor Florival Rodrigues de Carvalho. Em março de 2012 a presidente Dilma Rousseff nomeou Magda Chambriard para ocupar a vaga de diretora-geral.
Após deixar a ANP, Haroldo foi consultor da petroleira HRT, fundada em 2008 por ex-funcionários da Petrobrás.
Haroldo Lima contraiu Covid-19 no início de março e foi internado por duas semanas num hospital de Salvador, falecendo em 24 de março de 2021.

## Anúncio polêmico
No dia 14 de abril de 2008, durante o 4º Seminário de Petróleo e Gás Natural promovido pela FGV, no Rio de Janeiro, Haroldo Lima falou sobre a possível descoberta  do terceiro maior campo de petróleo do mundo, na Bacia de Santos.
O megacampo estaria localizado no poço conhecido como Carioca, ou BM-S-9 e seria cinco vezes maior que o megacampo de Tupi, com reservas em torno de 33 bilhões de boe (barris de óleo equivalente). O BM-S-9 é operado pelo consórcio constituído pela Petrobras, que detém 45% do campo, BG, com 30%, e Repsol, com 25%. "Seria a maior descoberta feita no mundo nos últimos 30 anos e seria também o terceiro maior campo do mundo na atualidade," segundo Lima, citando reportagem da revista americana "World Oil" de fevereiro de 2008.
O fato gerou protestos por parte da CVM, segundo a qual o anúncio não caberia à ANP mas à própria Petrobrás, após informar a CVM, dado o impacto da notícia sobre o valor das ações da empresa.
O diretor de Exploração e Produção da Petrobras, Guilherme Estrella, relativiza a notícia da "World Oil". Segundo ele, trata-se de "palpite de uma revista" e palpites de revistas ou de bancos não são relevantes; serão necessários pelo menos três meses para que o tamanho da reserva seja avaliado.

Diante da repercussão do caso, a ANP publicou nota sobre o fato e o Ministério Público Federal anunciou que vai investigar se a divulgação das informações foi ilegal ou causou dano ao patrimônio.